# Munții Meseș
Munții Meseș alcătuiesc o grupă montană în extremitatea nord-estică a Apusenilor, aparținând lanțului carpatic al Occidentalilor. Altitudinea maximă este atinsă în Vârful Măgura Priei (996 m).

## Relief
Munții Meseșului fac parte din treapta montană de relief cu extensie redusă și joasă ca altitudine, din ramificația nordică a Munților Apuseni. Culmea Meseșului este o formațiune îngustă de 5–8 km. și relativ uniformă, fără forme de relief abrupte, alungită de la sud-vest spre nord-est. Văile transversale ce o străbat (Poicu, Ponița și Ragu) au fragmentat culmea în mai multe măguri separate, ce se prezintă sub forma unor masive bine individualizate. Acestea sunt: Dealul Vlesinului de peste 900 m. altitudine, între râul Crișul Repede și valea Poicu; Mogoșul de peste 950 m. limitat la nord de valea Ponița; Munții Plopiș, pe partea de culme a acestora, cu o altitudine între 750 și 800 m. ce se întinde până la valea Ragu și Culmea Osoiului cu prelungire până în valea Ortelecului. Altitudinea maximă a Meseșului este de 996 m. în Măgura Priei, scăzând treptat până la 474 m, înălțimea Vârfului Măgurița din apropierea văii Ortelec. Munții Meseșului mai au în componență Măgura Moigradului (504 m.), și dealurile Pomăt și Citera (cu o altitudine de 502 m. fiecare).

## Climă
La fel ca în aproape toată regiunea nord-vestică a țării, clima este continental-moderată, supusă unei circulații vestice predominante. Temperatura medie anuală este de 6-8 grade, luna cea mai caldă fiind iulie iar cea mai rece ianuarie. Precipitațiile medii anuale sunt cuprinse între 800 și 900 mm.

## Hidrografie
Principalele râuri care străbat zona sunt Crasna, Almașul și Agrijul, având afluenți pâraie cu debit scăzut, alimentate de izvoare, zăpezi și ploi, cu regim de scurgere permanent sau semipermanent. Caracteristica zonei este inexistența lacurilor naturale.

## Biodiversitate
Arealul Munților Meseș adăpostește o gamă variată de animale sălbatice (mamifere, păsări, reptile, amfibieni, insecte) specii de plante din flora (arbori, arbusti, ierburi, flori) spontană a nordului Apusenilor.

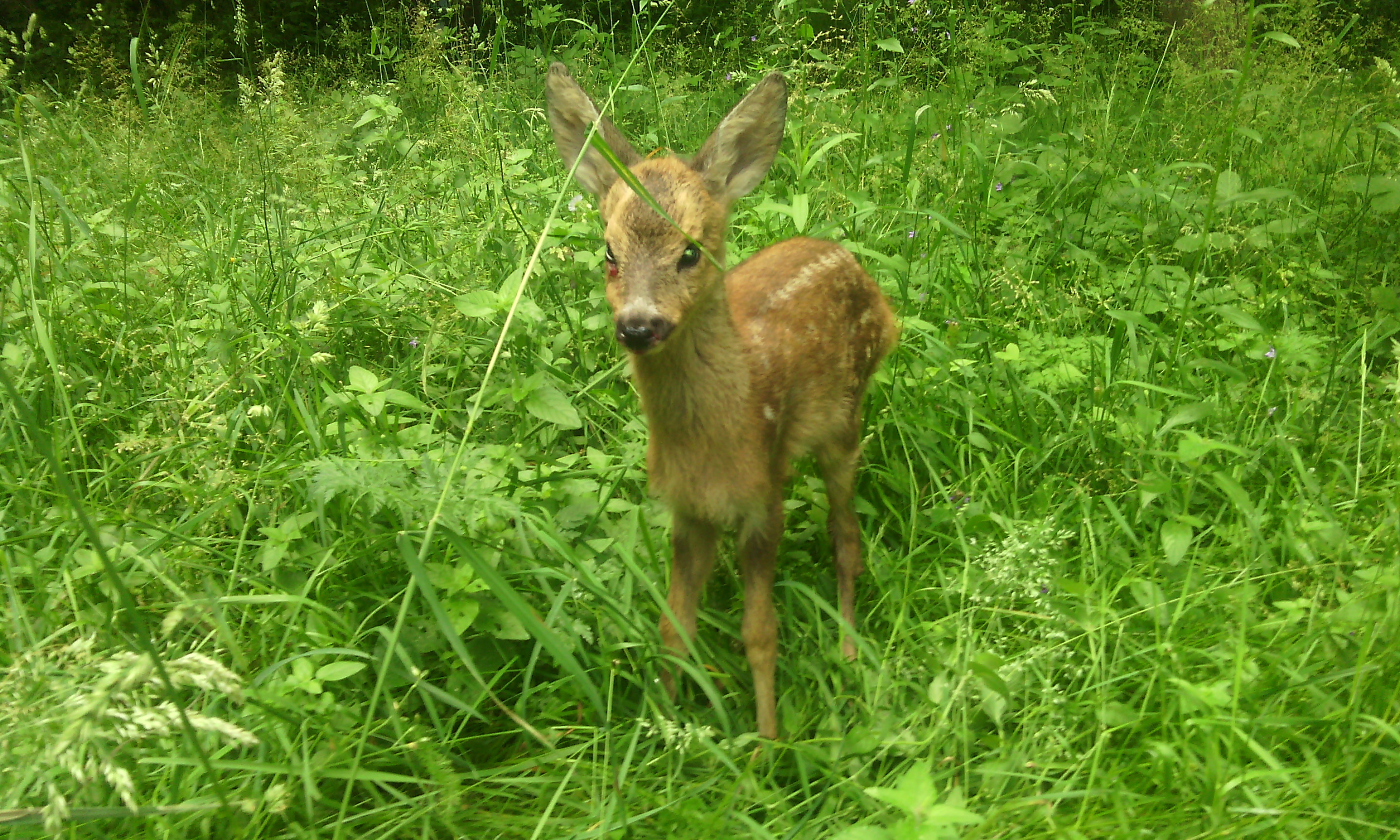
Pui de căprioară (Capreolus capreolus) surprins în habitatul său natural, în Măgura Priei

Mamifere cu specii: lup (Canis lupus), mistreț (Sus scrofa), vulpe roșcată (Vulpes vulpes crucigera), căprioară (Capreolus capreolus),  viezure (Meles meles), veveriță (Sciurus carolinensis), dihor (Mustela putorius), iepure de câmp (Lepus europaeus); 
Păsări: pițigoi (Canus major), grangur (Oriolus oriolus), fazan (Phasianus colchicus), ciocănitoare pestriță mare (Dendrocopus major), ciocănitoare neagră (Drycopus martius), privighetoare (Luscinia megarhynchos), gaiță (Garrulus glandarius), mierlă (Turdus merula), mierla de apă (Cinclus cinclus), cioară de semănătură (Corvus frugilegus), rândunică (Tachycineta bicolor), vrabie (Passer domesticus), cuc (Cuculus canorulus), cinteză (Fringilla coelebs), uliu păsărar (Accipiter nisus); 
Reptile și amfibieni: șopârla de câmp (Lacerta agilis agilis), gușter (Lacerta viridis viridis), șarpele orb (Anguis fragilis), broască roșie (Rana temporaria), buhai de baltă cu burtă roșie (Bombina bombina), buhai de baltă cu burtă galbenă (bombina veriegata), broască verde (Bufo viridis), salamandră (Ambystoma maculatum).
Insecte: fluturi, gărgărițe sau cărăbuși, rădașcă (Lucanus cervus), cosașul de munte cu picioare roșii (Odontopodisma rubripes), 
Arbori și arbusti cu specii de: fag (Fagus sylvatica), carpen (Carpinus betulus), cer (Quercus cerris), stejar (Quercus robur), gorun (Qercus petraea), mesteacăn (Betula pendula), frasin (Fraxinus excelsior), alun (Corylus avellana), lemnul câinelui (Ligustrum vulgare), sânger (Cornus sanguinea), păducel (Crataegus monogyna), măr pădureț (Malus sylvestris), păr pădureț (Pyrus pyraster), porumbar (Prunus spinosa), mur (Rubus fruticosus), măceș (Rosa canina), afin (Vaccinium myrtillus), zmeur (Rubus idaeus); 

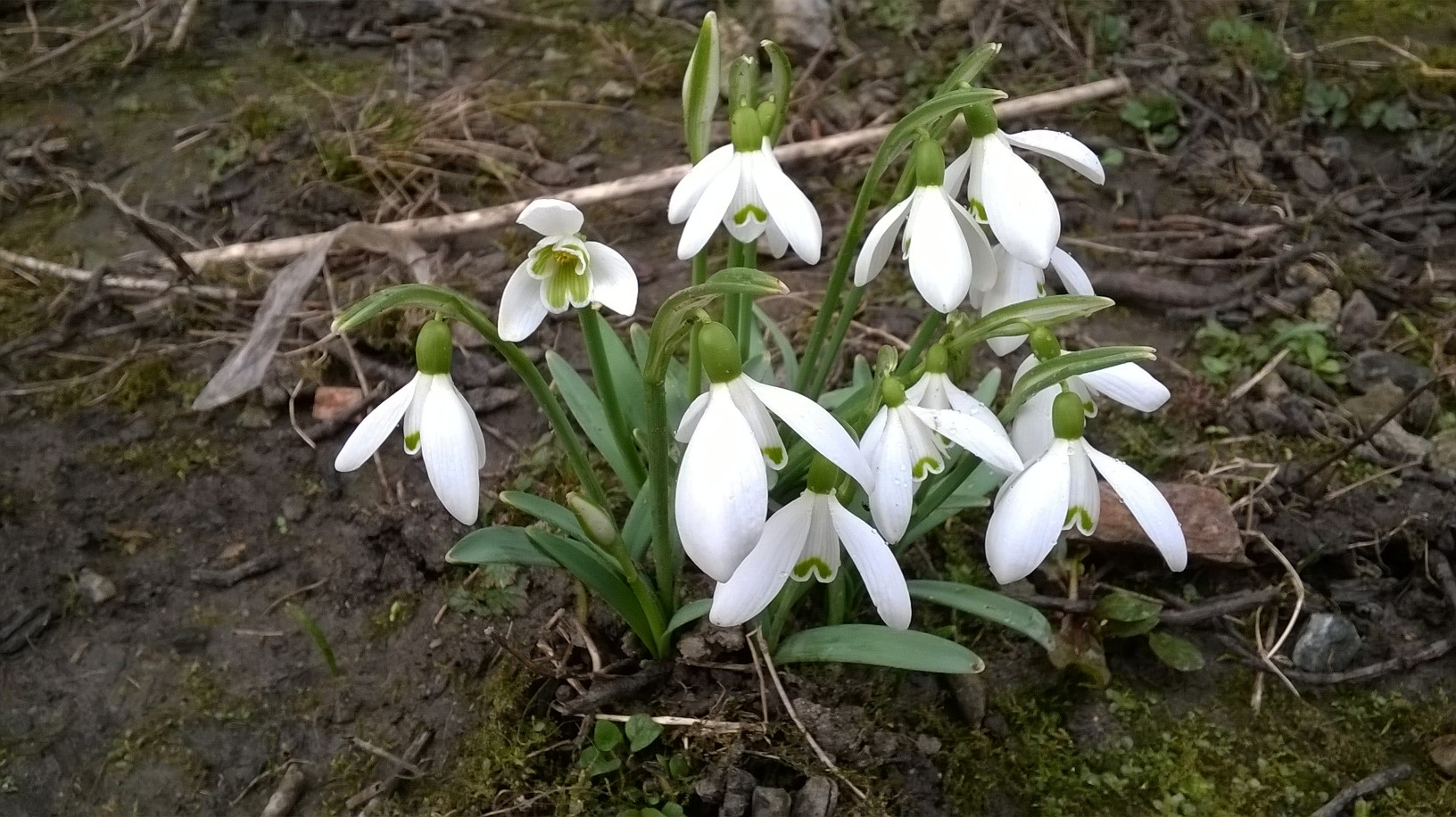
Ghiocei (Galanthus nivalis) în M. Meseș

Ierburi și flori: ghințură galbenă (Gentiana lutea ), osul iepurelui (Ononis spinosa), clopoțel (Campanula serrata), plămânărică (Pulmonaria officinalis), vinariță (Asperula odorata), sânișoară (Sanicula europaea), frigare (Geranium palustre), floarea Paștelui (Anemone nemerosa), găinușe (Isopyrum thalictroides), breabăn (Corydalis solida), ciclamen (Cyclamen purpurascens), rostopască (Chelidonium majus), talpa gâștii (Leonurus cardiaca), tătăneasă (Symphytum officinale), traista-ciobanului (Capsella bursa-pastoris), țintaură (Centaurium umbellatum), viorele (Scilla bifolia), măcrișul iepurelui (Oxalis acetosella), silnic (Glechoma hirsuta), leurdă (Allium ursinum), brândușă de toamnă (Colchicum autumnale), sânzâienă (Galium verum), margaretă (Leucanthemum vulgare), sunătoare (Hypericum perforatum), ghiocel (Galanthus nivalis), lușcă (Leucojum vernum), cosaci (Astragalus depressus), măzăriche (Lathyrus transsilvanicus), pătlăgină (Plantago major), sulfină (melilotus officinalis), trifoi (Trifolium pratense), laptele cucului (Euphorbya amygdaloides), podbal (Tussilago farfara), scai vânăt (Eringium planum), coada-calului (Equisetum arvense), ciuboțica cucului (Primula veris), coada șoricelului (Achillea millefolium), mentă (Mentha piperita), păpădie (Taraxacum officinale), rogoz  (Carex acutiformis), firuță (Poa pratensis), horști (Luzula sylvatica), scradă (Festuca drimeja) și mălaiul cucului (Luzula campestris).